# Schwalmtal
Schwalmtal est une municipalité de l'arrondissement de Viersen en Rhénanie-du-Nord-Westphalie en Allemagne.
Elle se trouve à 12 km à l'ouest de Mönchengladbach.

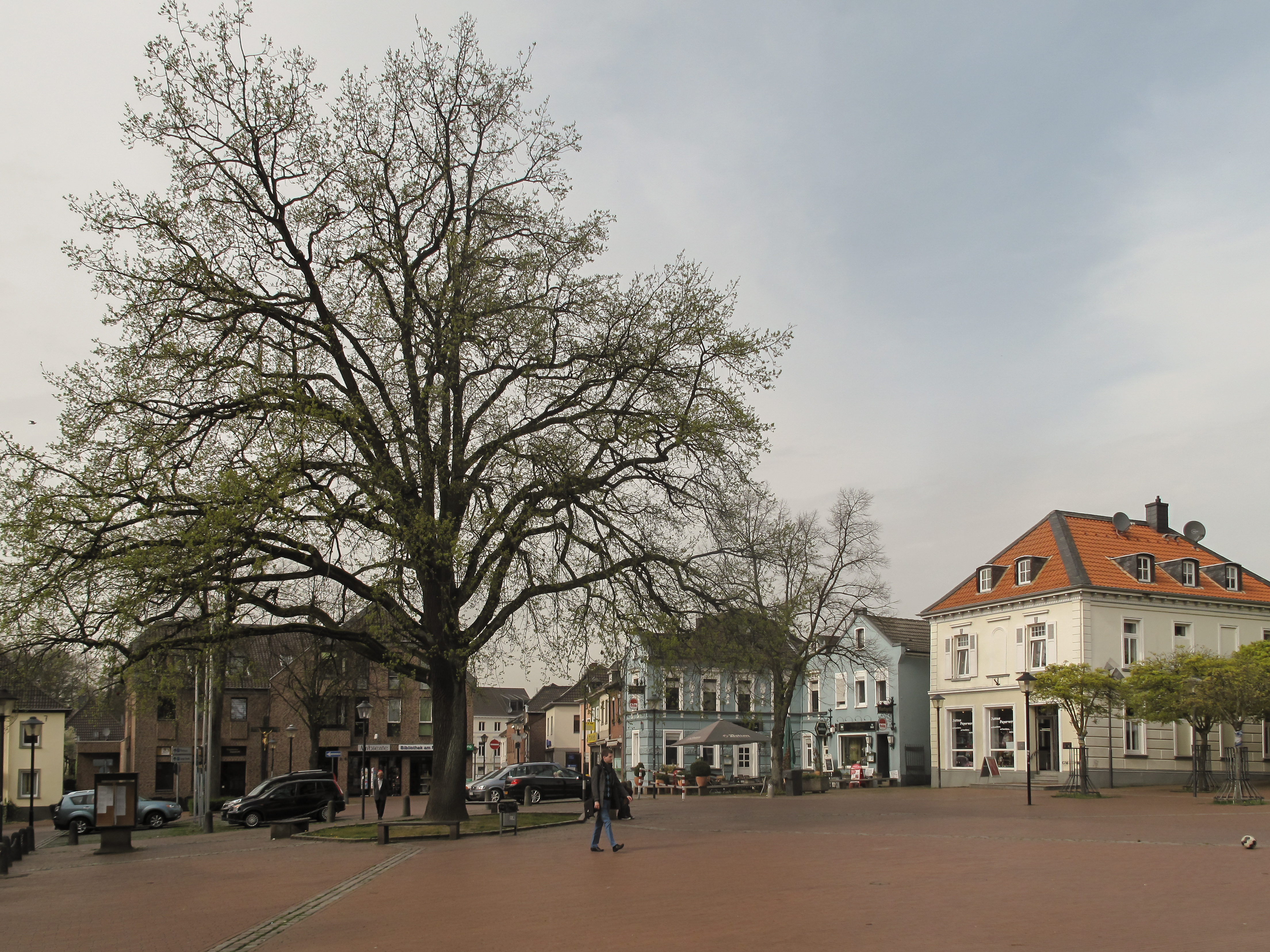
Waldniel, vue sur der Markt

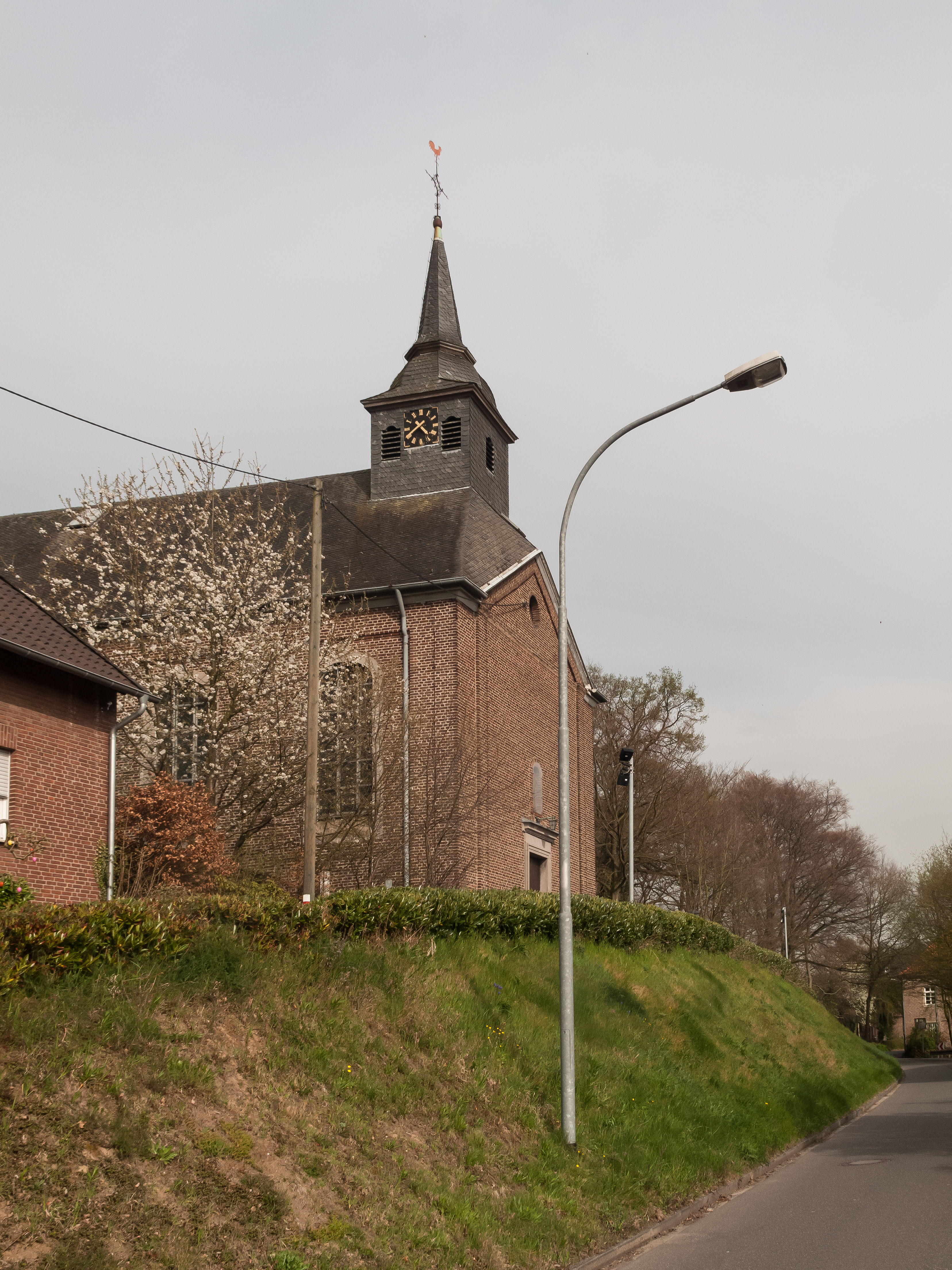
Lüttelforst, église: Pfarrkirche Sankt Jakobus

## Personnalités liées à la ville
- Wilhelm Schmitz (1864-1944), architecte né à Schwalmtal
- Sarah Rowell (1962-), athlète née à Hostert